# 奥地利的玛格丽特 (西班牙王后)
玛格丽特（西班牙語：Margarita，1584年12月25日—1611年10月3日）是西班牙和葡萄牙王后。她的丈夫是国王費利佩三世。
她是奥地利大公卡爾的女儿，神圣罗马皇帝斐迪南一世的孫女。
1599年，她和費利佩三世结婚并有一段幸福的婚姻。玛格丽特一共诞下八个孩子，其中的长女安妮是日后的法国王后和法王路易十四的母亲。